# Le Tâtre
Le Tâtre is een gemeente in het Franse departement Charente (regio Nouvelle-Aquitaine) en telt 314 inwoners (2005). De plaats maakt deel uit van het arrondissement Cognac.

## Geografie
De oppervlakte van Le Tâtre bedraagt 6,1 km², de bevolkingsdichtheid is 51,5 inwoners per km².
De onderstaande kaart toont de ligging van Le Tâtre met de belangrijkste infrastructuur en aangrenzende gemeenten.

## Demografie
Onderstaande figuur toont het verloop van het inwonertal (bron: INSEE-tellingen).